# النعم الثلاثة (رفائيل)
النعم الثلاثة (بالإنجليزية: Three Graces)‏ هي لوحة زينية للرسام الإيطالي رفائيل،اللوحة حالياً موضوعة في متحف كونديه بمدينة شانتيلي،فرنسا.
لم يتم تحديد تاريخ رسم اللوحة بشكل دقيق لكن يرجح بأنه تم رسمها في عام 1500  وربما 1503-1505. وفقاً لجيمس باتريك في كتابه عصر النهضة والإصلاح، اللوحة هي المرة الأولى لرفائيل التي يقوم بها بتصوير امرأة عارية من الجهة الأمامية والخلفية.